# Xinjinqiao Mansion
Le Xinjinqiao Mansion est un gratte-ciel de 212 mètres construit en 1996 à Shanghai en Chine.